# Kościół św. Mikołaja w Łebie
Kościół św. Mikołaja – kościół, który znajdował się w Łebie, zburzony w 1560 roku.

## Historia
Kościół zbudowano w XIV wieku jako kościół parafialny Starej Łeby. Była to świątynia zapewne jednonawowa, z wieżą. Po 1558 roku, gdy została zasypana Stara Łeba - opustoszała i kościół zburzono w 1560 roku.

## Linki zewnętrzne

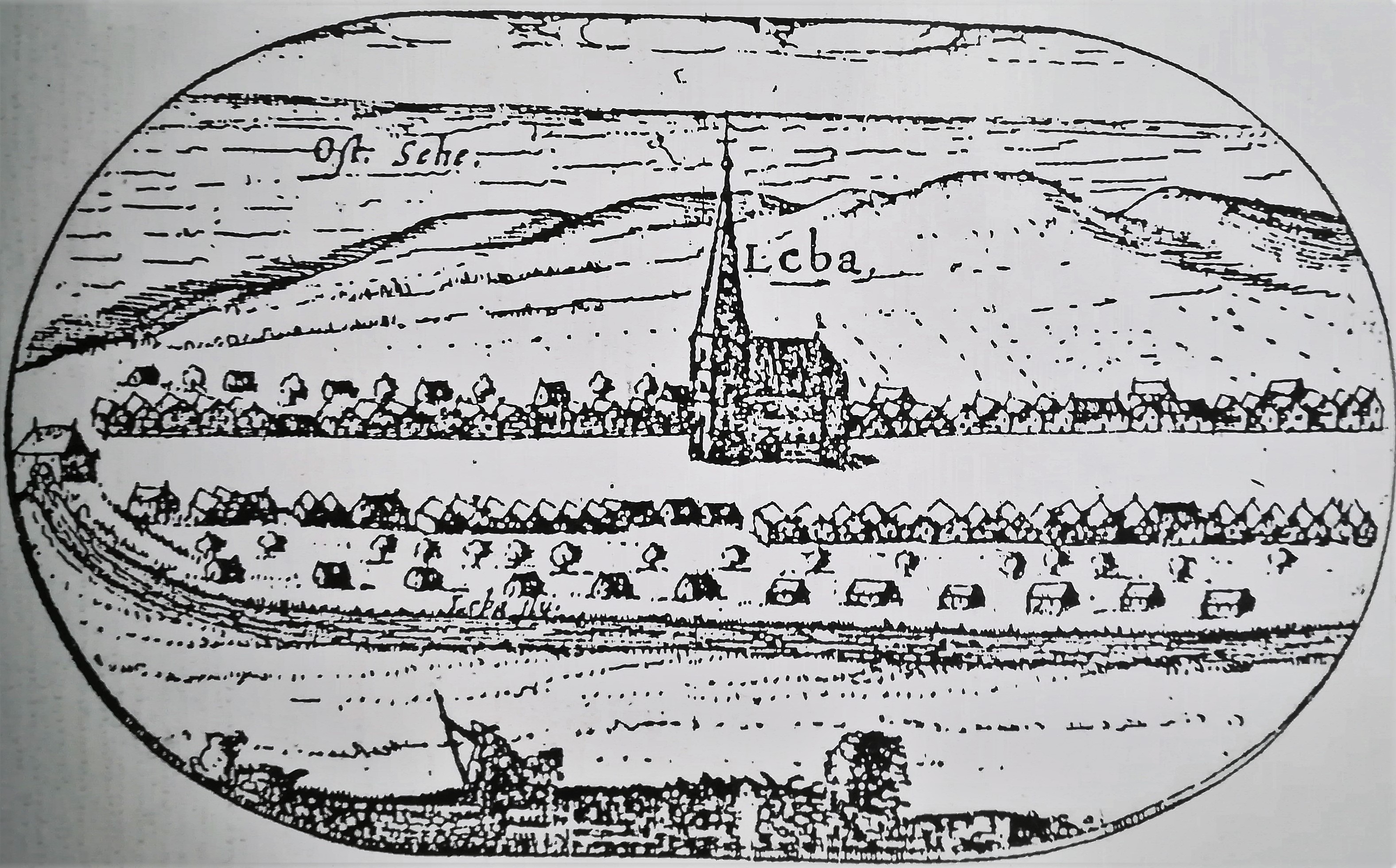
Widok kościoła i Starej Łeby z początku XVII w.